# 裵千奭
裵 千奭（ペ・チョンソク、1990年4月27日）は、大韓民国・大邱直轄市（現大邱広域市）出身のプロサッカー選手。ポジションはフォワード。

## 来歴
浦項スティーラースU-18出身で、U-15時代から韓国の年代別代表に名を連ねてきた。崇実大学校への進学後も、日韓大学定期戦の韓国選抜に選ばれるなど活躍を続け、2011年にはユニバーシアードに韓国代表として出場している。
2011年7月に、大学を中退してヴィッセル神戸とプロ契約。8月20日の対アルビレックス新潟戦で初出場を果たした。2011年は3試合に出場するも終盤に疲労骨折のため離脱。
2012年は前年のケガのため出遅れ、6月にナビスコカップで同シーズン初出場を果たすもわずか6分で退場処分を受ける。これ以降、練習試合には出場するもののケガなどもあり、事実上の構想外となる。結局、2012年の公式戦出場はこの1試合に終わり、シーズン終了後、戦力外通告を受ける。
2013年1月、ユース時代に所属していた浦項スティーラースに移籍。

## その他
顔が日本のお笑いタレント・小籔千豊にそっくりなことで、加入当初から話題になった。チーム内での愛称も「コヤブ」「ザチョウ（由来は小籔が吉本新喜劇の座長のひとり）」で定着しており、本人も「似ているものは仕方ない」と諦めている。
韓国時代の愛称は、唇が厚いことからそのまま「唇」だった。

## 個人成績
| 国内大会個人成績 | 国内大会個人成績 | 国内大会個人成績 | 国内大会個人成績 | 国内大会個人成績 | 国内大会個人成績 | 国内大会個人成績 | 国内大会個人成績 | 国内大会個人成績 | 国内大会個人成績 | 国内大会個人成績 | 国内大会個人成績 |
| 年度             | クラブ           | 背番号           | リーグ           | リーグ戦         | リーグ戦         | リーグ杯         | リーグ杯         | オープン杯       | オープン杯       | 期間通算         | 期間通算         |
| 年度             | クラブ           | 背番号           | リーグ           | 出場             | 得点             | 出場             | 得点             | 出場             | 得点             | 出場             | 得点             |
| 日本             | 日本             | 日本             | 日本             | リーグ戦         | リーグ戦         | リーグ杯         | リーグ杯         | 天皇杯           | 天皇杯           | 期間通算         | 期間通算         |
| ---------------- | ---------------- | ---------------- | ---------------- | ---------------- | ---------------- | ---------------- | ---------------- | ---------------- | ---------------- | ---------------- | ---------------- |
| 2011             | 神戸             | 35               | J1               | 3                | 0                | 0                | 0                | 1                | 0                | 4                | 0                |
| 2012             | 神戸             | 20               | J1               | 0                | 0                | 1                | 0                | 0                | 0                | 1                | 0                |
| 韓国             | 韓国             | 韓国             | 韓国             | リーグ戦         | リーグ戦         | リーグ杯         | リーグ杯         | FA杯             | FA杯             | 期間通算         | 期間通算         |
| 2013             | 浦項             | 7                | KLC              | 20               | 4                | -                | -                | 4                | 1                | 24               | 5                |
| 2014             | 浦項             | 7                | KLC              |                  |                  |                  |                  |                  |                  |                  |                  |
| 通算             | 日本             | 日本             | J1               | 3                | 0                | 1                | 0                | 1                | 0                | 5                | 0                |
| 通算             | 韓国             | 韓国             | Kリーグ          | 20               | 4                | 0                | 0                | 4                | 1                | 24               | 5                |
| 総通算           | 総通算           | 総通算           | 総通算           | 23               | 4                | 1                | 0                | 5                | 1                | 29               | 5                |

- Jリーグ初出場 - 2011年8月20日 J1 第22節 アルビレックス新潟戦（ホームズスタジアム神戸）

## 代表歴
- U-15韓国代表（2005年）
- U-16韓国代表（2006年）
- U-17韓国代表（2006-2007年）
- U-20韓国代表（2009年）
- 全韓国大学サッカー選抜（2010-2011年）
- U-22韓国代表（2011年）
- ユニバーシアード韓国代表（2011年）